# ویلتن (آلاباما)
ویلتن (به انگلیسی: Wilton) شهرکی در شهرستان شلبی ایالت آلاباما است که مساحت آن ۲٫۶ کیلومترمربع است و در سرشماری سال ۲۰۱۰ میلادی، ۶۸۷ نفر جمعیت داشته و تراکم جمعیتی آن، ۲۶۴٫۲۳ نفر در کیلومترمربع بوده است.